# Zelenikovo
Zelenikovo az azonos nevű járás székhelye Észak-Macedóniában.

## Népesség
Zelenikovónak 2002-ben 1906 lakosa volt, melyből 1627 macedón, 190 bosnyák, 61 cigány, 18 szerb és 10 egyéb nemzetiségű.
Zelenikovo községnek 2002-ben 4077 lakosa volt, melyből 2522 macedón (61,6%), 1206 albán (29,6%), 191 bosnyák, 92 cigány, 45 szerb és 21 egyéb nemzetiségű.

## A községhez tartozó települések
- Zelenikovo
- Vrazsale,
- Gradovci,
- Gumalevo,
- Dejkovec,
- Dobrino,
- Novo Szelo (Zelenikovo),
- Oresani (Zelenikovo),
- Pakosevo,
- Paligrad,
- Szmesznica,
- Sztrahojadica,
- Taor (Zelenikovo),
- Tiszovica (Zelenikovo)